# 後湖 (拉姆紹阿赫河)
47°36′24″N 12°51′14″E / 47.60667°N 12.85389°E

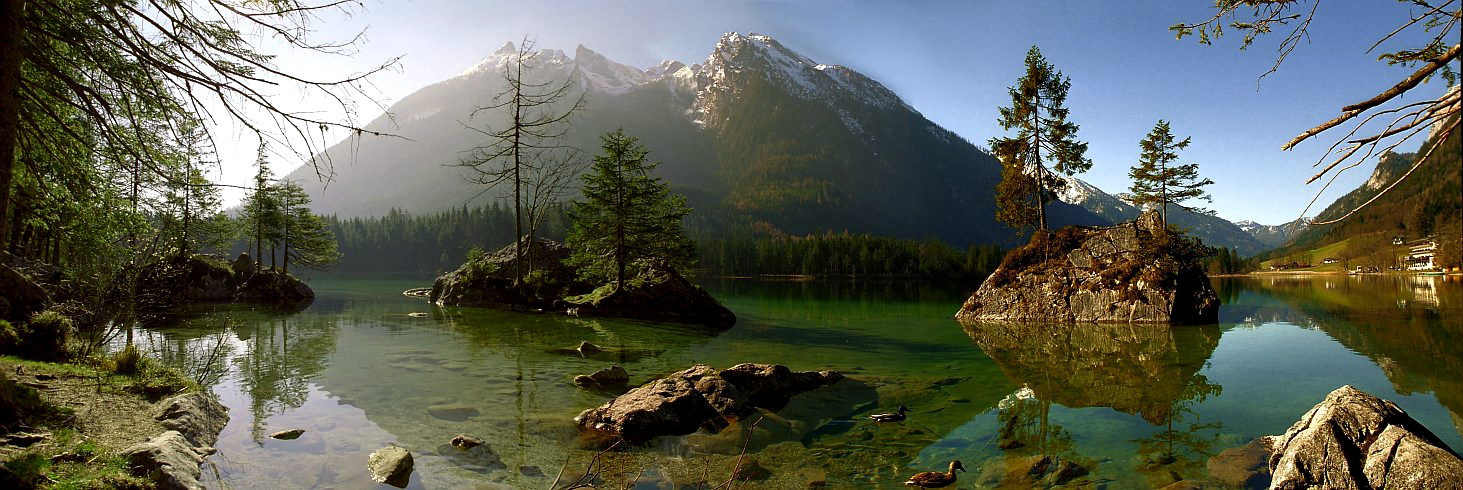

後湖（德語：Hintersee），是德國的湖泊，位於該國東南部，由巴伐利亞州負責管轄，處於貝希特斯加登附近拉姆紹，長0.8公里、寬0.5公里，面積0.16平方公里，海拔高度789米，平均水深7米，最大水深18米，水體容量114萬立方米，湖岸線長度2.5公里。